# Dia Mundial do Livro e do Direito de Autor
O Dia Mundial do Livro e do Direito de Autor (também chamado de Dia Mundial do Livro) é um evento comemorado todos os anos no dia 23 de Abril, e organizado pela UNESCO para promover a o prazer da leitura, a publicação de livros e a protecção dos direitos autorais. O dia foi criado na XXVIII Conferência Geral da UNESCO que ocorreu entre 25 de outubro e 16 de novembro de 1995.
A data de 23 de abril foi escolhida porque nesta data do ano de 1616 morreram Miguel de Cervantes, William Shakespeare e Inca Garcilaso de la Vega. Para além disto, nesta data, em outros anos, também nasceram ou morreram outros escritores importantes como Maurice Druon, Vladimir Nabokov, Josep Pla e Manuel Mejía Vallejo.
Todos os anos são organizados uma série de eventos ao redor do mundo para celebrar o dia.